# Marcantonio Bassetti
Pour les articles homonymes, voir Bassetti.
Marcantonio Bassetti (Vérone, 1586-1630) est un peintre italien actif au XVIIe siècle à Venise, Vérone et Rome.

## Biographie
Marcantonio fut un élève de Felice Riccio et de Palma le jeune, mais il a vite déménagé à Venise, où il a étudié en particulier l'art de Jacopo Tintoretto mais aussi celui de Jacopo Bassano et du Véronèse.
En 1615, Bassetti partit pour Rome où il fut membre de l'Académie de Saint-Luc en 1618 et y resta jusqu'en 1620. De Rome il envoya le retable représentant les Cinq Saints Évêques pour l'église Santo Stefano où il s'est révélé par l'empreinte grandiose des images et par la robustesse des coloris. 
Revenu à Vérone il travailla pour les églises du diocèse, les pinacothèques et les galeries privées.
Fra Semplice fut un de ses élèves. Il mourut de la peste en 1630 à Vérone à l'âge de 42 ans.

## Œuvres
- Adoration des bergers,
- Christ mort porté par la Vierge et Marie-Madeleine,
- Étude pour saint Sébastien,
- Saint-Pierre et Saint-André, église san Zeno, Moruri, Vérone.
- Saint Nicolas (presbytère gauche) et Saint Jean-Baptiste (premier autel de gauche), église San Nicolo, Vérone.
- I cinque Santi Vescovi (les Cinq Saints Évêques), chapelle des innocents, église  Santo Stefano
- Annonciation, chapelle de la Madone, église San Fermo
- Assumption, chapelle du Rosaire, église Santa Anastasia,
- Portrait du  Pona, quatrième autel de droite, église  Santa Maria della Scala.
- Assomption,  église de la Madonna dell'Uva Secca, Povegliano.
- Le Martyre de saint Vitus, Alte Pinakothek, Munich.

Musée de Castelvecchio
- Portrait d'une vieille nonne
- Vieillard aux gants,
- Vieillard avec un livre ouvert
- Jésus-Christ et la pièce de monnaie,
- Apôtre allongé
- Saint Antoine
- Incrédulité de saint Thomas
- Saint François réconforté par des anges
- Joseph le Caste
- Le Ressuscité apparaissant à sa mère
- Saint Pierre enchaîné
- Madone et saint François.